# Silvio Mantovani
Silvio Mantovani (Ancona, 28 maggio 1947) è un politico italiano.

## Biografia
Laureato in giurisprudenza, è docente universitario. 
Nel 1992 venne eletto deputato con il Partito Democratico della Sinistra nella Circoscrizione Ancona-Pesaro-Macerata-Ascoli Piceno. Alle successive elezioni politiche del 1994 divenne Senatore della Repubblica, restando in carica per un'altra legislatura. Concluse la sua esperienza parlamentare nel 1996.